# ارین اسمارت
ارین اسمارت (انگلیسی: Erinn Smart؛ زادهٔ ۱۲ ژانویهٔ ۱۹۸۰) ورزشکار شمشیربازی اهل ایالات متحده آمریکا است.
وی در مسابقات کشوری و بین‌المللی در مجموع برندهٔ ۱ مدال نقره شده‌است.